# Кирстен, Ральф
Ральф Ки́рстен (нем. Ralf Kirsten; 30 мая 1930, Лейпциг, Саксония, Германия — 23 января 1998, Берлин, Германия) — немецкий кинорежиссёр и сценарист.

## Биография
Учился в Берлинском университете, а также в театральном институте в Веймаре и в ФАМУ в Праге. Был ассистентом режиссёра Златана Дудова. В 1960 году совместно с Вандой Якубовской поставил польско-немецкий фильм «Встречи во мраке». Его дипломная работа — «Беренбургские россказни» (1957). С 1960 года — в штате киностудии ДЕФА.

## Избранная фильмография

### Режиссёр
- 1955 — Безумные среди нас / Blázni mezi námi
- 1956 — Беренбургские россказни / Bärenburger Schnurre
- 1957 — Завтрашний чемпион по лыжам / Skimeister von morgen
- 1960 — Встреча в темноте / Spotkania w mroku
- 1960 — Баллада каменного века / Steinzeitballade
- 1961 — На солнечной стороне / Auf der Sonnenseite
- 1962 — Хроника одного лета / Beschreibung eines Sommers
- 1963 — Лисичка и бобёр / Füchsin und Biber
- 1963 — Мечты бывают пеной / Das Stacheltier — Träume sind Schäume
- 1964 — За мной, канальи! / Mir nach, Canaillen!
- 1966 — Пропавший ангел / Der verlorene Engel
- 1967 — Госпожа Венера и её дьявол / Frau Venus und ihr Teufel
- 1970 — Сеть / Netzwerk
- 1970 — Два письма Поспишилу / Zwei Briefe an Pospischiel (ТВ)
- 1971 — Молодой человек / Junger Mann (ТВ)
- 1972 — Эликсир дьявола / Die Elixiere des Teufels
- 1973 — Под грушевым деревом / Unterm Birnbaum (в советском прокате «Виноваты туманы»)
- 1975 — Пирамида для меня / Eine Pyramide für mich
- 1977 — Я заставлю тебя жить / Ich zwing dich zu leben
- 1979 — Весельчаки не плачут / Lachtauben weinen nicht
- 1984 — Когда другие молчат / Wo andere schweigen
- 1986 — Кете Кольвиц — Картины жизни / Käthe Kollwitz — Bilder eines Lebens

## Награды
- 1980 — Премия имени Генриха Грайфа
- 1984 — Национальная премия ГДР
- 1985 — номинация на Золотой приз XIV Московского международного кинофестиваля («Когда другие молчат»)